# Amphineurus (Amphineurus) flexuosus minor
Amphineurus (Amphineurus) flexuosus minor is een ondersoort van de tweevleugelige Amphineurus (Amphineurus) flexuosus uit de familie steltmuggen (Limoniidae). De ondersoort komt voor in het Australaziatisch gebied.